# Godong (Godong)
Godong is een bestuurslaag in het regentschap Grobogan van de provincie Midden-Java, Indonesië. Godong telt 6225 inwoners (volkstelling 2010).